# Something (chanson d'Andrius Pojavis)
Pour les articles homonymes, voir Something.
Singles représentant la Lituanie au Concours Eurovision de la chanson
Love Is Blind
(2012) Attention
(2014)
Something (en français, « Quelque chose » est une chanson du chanteur lituanien, Andrius Pojavis. Elle a été écrite par Pojavis et est surtout connue pour être la chanson qui représente la Lituanie au Concours Eurovision de la chanson 2013 qui a lieu à Malmö en Suède. La chanson sera en compétition lors de la première demi-finale le 14 mai 2013 pour obtenir une place en finale qui aura lieu le 18 mai.
Le titre a été choisi le 20 décembre 2012 lors de la sélection nationale lituanienne où elle était en compétition contre six autres chansons. Il reçoit lors de la première phase de celle-ci, 12 points du jury et 8 du télévote, ce qui lui permet de prendre la première place et de se qualifier pour la super-finale avec deux autres chansons où il obtient la première place  et le droit de représenter la Lituanie à Malmö.